# Джеффрі Катценберг
Джеффрі Катценберг (Каценберг, англ. Jeffrey Katzenberg; нар. 21 грудня 1950, Нью-Йорк) — американський кінопродюсер і генеральний директор студії DreamWorks Animation SKG. Можливо, найбільш відомий як голова ради директорів The Walt Disney Company у 1984—1994 роках, і як продюсер фільму Шрек (2001).

## Біографія
Народився в Нью-Йорку, в єврейській родині. Батько, Волтер Катценберг, був біржовим брокером; мати — Енн Катценберг (уроджена Стерн; 1926—2012), художник.

### Paramount Pictures
Протягом короткого часу Катценберг пробував себе як акторського агента (посередника, що пропонує кіностудіям послуги акторів, що з ним співпрацюють), але в 1975 році став помічником Баррі Діллера, голови ради директорів Paramount Pictures. Діллер призначив Каценберга в маркетинговий відділ, а потім в телевізійний департамент, де перед Каценбергом було поставлено завдання відродити франшизу «Star Trek». Цей серіал став успішнішим, ніж «Стар Трек: Фільм» (1979). Через деякий час Катценберг отримав пост президента з виробництва під безпосереднім керівництвом виконавчого директора Майкла Ейснера.

### The Walt Disney Company
У 1984 році Ейснер став генеральним директором The Walt Disney Company. Він привів із собою в компанію Катценберга і доручив йому керівництво Walt Disney Motion Pictures Group, включаючи підрозділ Walt Disney Feature Animation, що зазнавав труднощів. При Катценбергу справи компанії пішли в гору — під час його керівництва були створені найбільш успішні фільми студії Дісней: «Хто підставив кролика Роджера» (1988), «Русалонька» (1989), «Красуня і Чудовисько», «Аладдін» (1992) і «Король Лев» (1994). Також він дав хід надзвичайно успішному партнерству Pixar і Disney, та придбання Діснеєм кінокомпанії Miramax Films. Коли заступник Ейснера, Френк Веллс, загинув під час аварії вертольота в 1994 році, Ейснер відмовився призначити Катценберга на вільну посаду президента. Каценберг висунув ультиматум, погрожуючи залишити компанію, і був звільнений. Тоді він почав судовий процес проти Діснея, щоб отримати $ 280 млн, які, за його заявою, йому заборгувала студія. І виграв цей процес. Напевно, вже тоді в нього зародилася ідея майбутнього Шрека, прототип якого досить схожий на його колишнього начальника Майкла Ейснера.

### DreamWorks SKG
Роком пізніше Катценберг заснував компанію DreamWorks SKG, спільно зі Стівеном Спілбергом і Девідом Геффеном. На цій інвестиції Катценберг, згідно зі журналом Forbes, заробив $ 800 млн прибутку, вклавши у справу $ 30 млн. Також він був продюсером випущених студією фільмів Принц Єгипту (1998), Цар сновидінь (2000) і Спірит: Душа прерій (2002).
Почавши з успіхом, студія незабаром почала зазнавати труднощів — плани заснувати студійний кампус у Лос Анджелесі були поховані, коли їй довелося продати свій лейбл і підрозділ, що займався відеоіграми. Компанія двічі була на кроці від банкрутства. Студія перенесла втрати $ 125 млн, які приніс фільм «Синбад: Легенда семи морів», а також їй довелося зазнати збитків у зв'язку тим, що DVD з фільмом «Шрек 2» був випущений невиправдано великим тиражем. Однак завдяки своєму анімаційному підрозділу студії вдалося пережити кризу.
У 2004 році Dreamworks Animation була виділена в окрему компанію, очолювану Катценбергом, і провела надзвичайно успішне первинне розміщення акцій.
Кіностудія DreamWorks була продана Viacom в грудні 2005, а оскільки концерну Viacom належить і студія Paramount, Катценберг знову опинився в одній компанії зі своїми колишніми колегами.
У 2006 році Катценберг з'явився у п'ятому сезоні шоу The Apprentice. Переможці шоу отримали можливість озвучити другорядних персонажів у мультфільмі «Лісова братва».

### Нагороди
Має звання почесного доктора наук Ringling College of Art and Design (2 травня 2008). У 2013 році Катценберг отримав спеціальну премію «Оскар» за досягнення в галузі гуманізму. У тому ж році отримав Національну медаль США у галузі мистецтв.
У 2017 році на 70-му Каннському міжнародному кінофестивалі був відзначений Почесною Золотою пальмовою гілкою.